# François Perrier
Francois Perrier (Valleraugue, 18 de abril de 1835 — Montpellier, 20 de fevereiro de 1888) foi um soldado e geodesista francês.
Após completar seus estudos no Lycée de Nîmes e no Collège Sainte-Barbe, entrou na École Polytechnique em 1853, da qual saiu em 1857, como oficial.
Foi promovido a tenente em 1857, capitão em 1860, major da cavalaria em 1874, tenente-coronel em 1879 e general de brigada, um ano antes de morrer.
Após algumas publicações sobre a junçao trigonométrica da França e Inglaterra, em 1861, e sobre a triangulação e nivelamento da Córsega, em 1865, foi diretor do serviço geodésico do exército francês, em 1879. Em 1880 foi enviado como delegado à conferência de Berlim, para estabelecer os limites da nova fronteira entre Grécia e Turquia. Em janeiro do mesmo ano foi eleito membro da Académie des Sciences, como sucessor de M. De Tessan.
Foi enviado à Flórida em 1882, a fim de observar o trânsito de Vênus.
É um dos 72 nomes na Torre Eiffel.